# 비페리덴
비페리덴(Biperiden)은 아키네톤(Akineton) 등의 상품명으로 판매되며, 파킨슨병, 특정 약물 유발 운동 장애 및 투렛 증후군을 치료하는 데 사용되는 약물이다. 지연성 이상운동증에는 권장되지 않는다. 경구 투여, 정맥 주사, 또는 근육 주사로 투여한다.
일반적인 부작용으로는 흐릿한 시야, 구강 건조, 졸음, 변비, 혼란 등이 있다. 장폐색이나 녹내장이 있는 사람에게는 사용해서는 안 된다. 임신 중이거나 모유 수유 중인 경우 사용이 안전한지는 불분명하다. 비페리덴은 항콜린제 계열 약물이다.
비페리덴은 1959년에 미국에서 의학적 용도로 승인되었다. WHO 필수 의약품 목록에 포함되어 있다. 비페리덴은 더 이상 미국에서 판매되지 않는다.

## 의학적 용도
비페리덴은 모든 형태의 파킨슨병(뇌염 후성, 특발성, 동맥경화성 파킨슨증)의 보조 치료와 메타돈 사용자의 땀 감소에 사용된다. 동맥경화성 형태보다 뇌염 후성 및 특발성 형태에서 더 나은 효과를 보이는 것으로 보인다.
비페리덴은 항정신병제제 약물 치료와 관련된 급성 정좌불능과 같은 추체외로 부작용을 개선하는 데도 일반적으로 사용된다.
이 약은 근육 경직을 완화하고, 클로자핀 및 메타돈 사용과 관련된 비정상적인 발한 및 타액 분비를 감소시키며, 비정상적인 보행과 미진 (의학)을 개선한다.
비페리덴은 합성 아세틸콜린 길항제로서 사린과 같은 유기인계 신경 작용제 중독 치료에 사용되는 대체 항경련제로 분석되었다.
또한 신경이완제 악성 증후군에 정맥 주사로도 제안되었다.

### 임신 및 수유
- 임신: 동물 연구에서 비페리덴은 배아독성 또는 태아독성 효과가 없었다. 임산부에 대한 충분한 임상 데이터는 없다. 따라서 임신 중에는 신중하게 사용해야 한다.
- 수유: 비페리덴은 수유 여성의 모유에서 발견된다. 신생아에 대한 효과에 대한 충분한 임상 데이터는 없다. 또한 비페리덴은 모유 생산을 감소시킬 수 있다. 따라서 수유 중에는 비페리덴을 사용하지 않는 것이 권장된다.

### 어린이
1세 이상의 어린이 및 청소년에게 투여할 수 있다. 임상 경험은 주로 약물 유발 급성 근긴장이상 반응의 단기 치료에 대한 것이다. 용량은 환자의 체중에 따라 줄여야 한다.

## 금기 사항
- 비페리덴에 대한 과민증
- 협우각 녹내장
- 장폐색
- 주의: 비뇨생식기계 폐쇄성 질환이 있는 사람, 발작 병력이 있는 사람, 잠재적으로 위험한 빠른맥이 있는 사람

## 부작용
용량 의존적인 약물 부작용이 빈번하다. 특히 노인 환자는 착란 상태를 보이거나 섬망을 일으킬 수 있다.
- 중추신경계: 졸음, 어지럼증, 두통 및 어지럼증이 빈번하다. 고용량에서는 초조, 흥분, 불안, 섬망, 혼란 등이 나타난다. 비페리덴은 단기적인 기분 상승 및 행복감을 주는 효과 때문에 남용될 수 있다. 정상적인 수면 구조가 변경될 수 있다(렘수면 억제). 비페리덴은 발작 역치를 낮출 수 있다. 파킨슨병 치료를 위해 비페리덴과 같은 항콜린제를 만성적으로 투여할 경우 일부 치매 사례가 보고되었다.[13]
- 말초 부작용: 흐릿한 시야, 구강 건조, 발한 장애, 복부 불편감, 변비가 빈번하다. 빠른맥이 나타날 수 있다. 알레르기성 피부 반응이 나타날 수 있다. 비경구 투여 시 기립성 저혈압을 유발할 수 있다.
- 눈: 비페리덴은 눈부심이 있거나 없는 동공확대를 유발한다. 협우각 녹내장을 악화시킬 수 있다.

## 상호작용
- 다른 항콜린제(예: 진경제, 항히스타민제, 삼환계 항우울제): 비페리덴의 부작용이 증가할 수 있다.
- 퀴니딘: 항콜린 작용 증가(특히 방실결절 전도에 대한 영향).
- 항정신병제: 비페리덴의 장기 사용은 지연성 이상운동증의 위험을 가리거나 증가시킬 수 있다.
- 페티딘 (메페리딘): 페티딘의 중추 효과 및 부작용이 증가할 수 있다.
- 메토클로프라미드: 메토클로프라미드의 작용이 감소한다.
- 알코올: 심각한 중독의 위험.

## 과다 복용
비페리덴은 동공확대, 점막 건조, 얼굴 붉어짐, 장 및 방광의 무력 상태, 고용량 시 열중증과 같은 아트로핀 중독 증상을 모방한다. 중추 신경계 영향으로는 흥분, 혼란, 환각 등이 있다. 치료되지 않은 과다 복용은 특히 어린이에게 치명적일 수 있다. 치명적인 징후로는 호흡 억제와 심장 마비가 있다. 특정 길항제는 말초 및 중추 작용을 결합한 피소스티그민이다. 카르바콜은 무력한 장과 방광을 치료하는 데 사용할 수 있다. 활력징후를 모니터링하고 안정화해야 한다. 냉각 담요로 열증을 치료해야 할 수도 있다.

## 약리학

### 약력학

#### 항콜린 활성
비페리덴은 항콜린제이다. 특히 무스카린성 아세틸콜린 수용체에 대한 비선택적 수용체 길항제인 무스카린 수용체 길항제이다. 5가지 아형의 무스카린성 아세틸콜린 수용체 모두에 길항 작용을 한다. 그러나 M1 수용체, M3 수용체, M4 수용체, M5 수용체에 비해 무스카린성 아세틸콜린 M2 수용체에 대한 길항 활성이 약하다고 알려져 있다. 모든 말초 부교감 신경 지배 구조(예: 심혈관 및 내장 기관)에 대한 아트로핀과 유사한 차단 효과가 있다. 또한 M1 수용체에 대한 현저한 중추 차단 효과도 있다.

#### 기타 작용
비페리덴은 산성 스핑고미엘리나제의 기능적 억제제인 FIASMA로도 작용한다.

### 약물동태학
경구 투여 생체이용률은 광범위한 초회 통과 효과 때문에 33 ± 5%에 불과하다. 젊은 건강한 자원자에서 단일 경구 4mg 즉시 방출 투여 후 최대 혈중 농도는 1.5시간 후에 도달한다. 소실 반감기는 18.4시간으로 결정되었으며, 노인 환자에서는 연장될 수 있다. 4mg 정맥 투여 후 소실 반감기는 약 24시간이다.

## 역사
비페리덴은 독일 크놀(Knoll AG)의 독일 화학자 W. 클라벤(W. Klavehn)에 의해 합성되었다. 1953년 3월 독일에 특허가 출원되었으며 이후 여러 국가에 출원되었다. 미국 특허 출원은 1954년 3월에 제출되어 1957년 4월에 승인되었다.
한 웹사이트는 2017년 현재 미국에서 상업적으로 이용 가능하지 않다고 보고했다.